# الخيام (حضرموت)
الخيام هي إحدى قرى الجمهورية اليمنية. وهي تتبع جغرافيًا لمحافظة حضرموت. وإداريًا لمديرية سيئون. يبلغ تعداد سكانها 1377 نسمة حسب الإحصاء الذي جرى عام 2004.